# 힘에 호소하는 논증
힘에 의거한 논증(argumentum ad baculum) 또는 힘에의 호소(appeal to force)는 힘이나 강제로 논리적 귀결을 정당화하는 논증. 결과에 호소의 부정적 형식의 일반

## 논증 형식
힘에 호소는 일반적으로 다음과 같은 논증 형식이 된다.
x가 P를 참이라고 한다면, Q이다.
Q는 x에 대한 벌이다.
따라서 P는 참이 아니다.
이것은 비형식적 오류의 일종이다. Q라는 공격은 전제인 P의 진릿값과는 논리적으로는 완전히 무관계하다. 이것이 오류인 것은 중세의 무렵부터 많은 철학자가 지적해 왔다. 이것은 결과에 호소의 특수 경우이다.

## 오류가 아닌 경우
힘에 호소는, 도출되는 결론이 내려지는 벌과 논리적으로 무관계한 경우에 오류로 여겨진다. 그러나, 오류가 아닌 경우도 많다. 예를 들면, 다음과 같은 경우이다.
음주운전을 하면, 유치소에 넣어진다.
유치소에는 들어가고 싶지 않다.
그러니까, 음주운전은 하지 않는 것이 좋다.
이 논증의 경우, 음주운전 자체의 성질에 대해가 아니고, 그에 따라 벌을 받는 사람들에 대해 벌의 존재를 근거로서 결론을 이끌고 있는 것으로, 타당한 논증이라고 말할 수 있다. 그러나 이 전제에서, 음주운전은 도덕적으로 잘못되어 있다든가, 사회악이라는 결론을 이끌려고 하면, 논리적으로는 오류가 된다.

## 같이 보기
- 오류
- 집단 괴롭힘